# Madagaszkár 3.
A Madagaszkár 3. (eredeti cím: Madagascar 3: Europe's Most Wanted) 2012-ben bemutatott amerikai 3D-s számítógépes animációs film, amely a 24. DreamWorks-film, valamint a Madagaszkár-filmtrilógia harmadik és egyben utolsó része. Az animációs játékfilm rendezői Eric Darnell, Tom McGrath és Conrad Vernon, producerei Mireille Soria és Mark Swift. A forgatókönyvet Noah Baumbach és Eric Darnell írta, a zenéjét Hans Zimmer szerezte. A mozifilm a DreamWorks Animation és a Pacific Data Images gyártásában készült, a Paramount Pictures forgalmazta. Műfaját tekintve kalandos filmvígjáték.
Amerikában 2012. június 8-án, Magyarországon 2012. június 14-én mutatták be a mozikban.

## Cselekmény
A pinvginek és csimpánzok Monte Carlóba mennek módosított repülőgépükön. Mivel nem jönnek vissza, Alex, Marty, Melman, Jilien király és Mort úgy döntenek, a keresésükre indulnak, és visszatérnek otthonukba, a New York-i Centeral Park-beli állatkertbe. Rátalálnak a majmokra és a csimpánzokra a Monte Carló-i kaszinóban, azonban káosz tör ki, amikor négyőjüket észreveszik, és menekülniük kell. Chantel DuBois kapítány indul a keresésükre, a Moncacói Állatrendőrség vezetője, akinek eltökélt szándéka, hogy Alexet hozzáadja a trófeagyűjteményéhez.
Amikor a repülőgép lezuhan Franciaországban, az állatok felszállnak egy távozóban lévő vonatcirkuszra. A cirkusz állatok – egy Stefano nevű oroszlánfóka, egy Gia nevű jaguár és egy Vitaly nevű tigris – gyanakvóak az újonnan érkező kívülállókkal szemben, ezért Alex amerikai cirkuszi állatoknak hazudja magukat. A cirkusz jelenleg Rómába tart, ahol fellépésük lesz, ezt követi majd egy londoni előadás, ahol reményeik szerint le tudnak majd nyűgözni egy szponzort, aki lehetővé tenné számukra az első amerikai körutat. A pingvinek felvásárolják a cirkuszt az eddigi emberi tulajdonosától, hogy eloszlassanak minden gyanakvást. Rómban Alex elkezd egyre jobban kötődni Giához, míg Julien király beleszeret az előadómedvébe, Szonjába. DuBois egy lopott motorral üldözi Julient és Szonját, de nem jár sikerrel és letartóztatják.
A Colosseumban tartott fellépés katasztrofáisan alakul. Az állatok teljesen leszerepelnek, így vonattal kell elmenekülniük a feldühödött közönség elől. Stefano elmagyarázza Alexnak, hogy a cirkusz egykor híres volt, és Vitaly volt a főattrakció, ahogyan mindig kisebb és kisebb karikákon ugrott keresztül. Egy baleset miatt azonban az egyik mutatványa közben elvesztette a szenvedélyét, és az egész cirkusz szenvedett ettől. Alex meggyőzi a cirkuszi állatokat, hogy találjanak ki egy új, izgalmas, kizárólag állatokból álló számot, amely visszaadja régi dicsőségüket. Marty és Stefano új szenvedélyt találnak abban, hogy ágyúból lövik ki őket, míg Melman és Gloria a kötélen való közös táncban válik ügyessé. Gia ráveszi Alexet, hogy tanítsa meg neki a "Trapéz Americanót", és hamarosan a két macska között virágzik a románc. Eközben DuBois megszökik a börtönből, kinyomtat egy dokumentumot, amelyen egy fotó látható Alex fellépéséről a Central Park Állatkertben, és beszervezi sérült csatlósait.
Londonban Vitalij fél, hogy ismét kudarcot vall, és azt fontolgatja, hogy abbahagyja a műsort, de Alex segít neki újra felfedezni a lelkesedését. Alex javaslatára Vitalij olívaolaj helyett hajbalzsamot ken magára, és sikerül átugrania a karikán. A műsor látványos sikert arat, és a promóter szerződést köt a cirkusszal. DuBois megjelenik, ám a pingvinek meghiúsítják az Alex elfogására tett kísérletét. A nála lévő, kinyomtatott dokumentumon szereplő Alex fotójáról azonban kiderül, hogy ő, Marty, Melman és Gloria mindvégig állatkerti állatok voltak. A cirkuszi állatok elárulva és becsapva érzik magukat, ezért kidobják a négyest.
Julien és Sonya vitája után az állatkert és a cirkuszi állatok külön utakon járnak, de egyszerre érkeznek a Central Parkba. Az állatkerti állatok régi otthonukba betekintve rájönnek, hogy kalandjaik mennyire megváltoztatták őket, és úgy döntenek, hogy igazi helyük a cirkuszban van. Ekkor DuBois rajtaüt rajtuk, de mielőtt lefejezné Alexet, megérkeznek az állatkert dolgozói, akik tévesen azt hiszik, hogy a nő visszahozza az eltűnt állatokat. Julien a hírrel együtt visszaér a cirkuszba, és kibékül Szonjával, míg Gia és Vitalij meggyőzi a többieket, hogy meg kell menteniük a barátaikat. Az állatkerti állatok a régi, most már magas kerítéssel körülvett ketrecükben ébrednek. DuBois-t az állatkert személyzete kitünteti, de ő visszautasítja a jutalmukat, és titokban egy méreggel töltött nyilat tölt fel, és célba veszi Alexet. Hamarosan megmentik őket a cirkuszi állatok, és együtt legyőzik DuBois-t. Alex és barátai végleg csatlakoznak a cirkuszhoz, Alex és Gia pedig romantikus kapcsolatba kezdenek. Bosszúból, amiért bajt okoztak nekik, a pingvinek ládákban szállítják DuBois-t és csatlósait Madagaszkárra, az állatok szállítására emlékeztető módon.

## Szereplők
| Szereplő | Eredeti hang           | Magyar hang      | Fajtája                |
| --- | ---------------------- | ---------------- | ---------------------- |
| Alex | Ben Stiller            | Zámbori Soma     | oroszlán               |
| Marty | Chris Rock             | Molnár Levente   | zebra                  |
| Melman | David Schwimmer        | Seder Gábor      | zsiráf                 |
| Gloria | Jada Pinkett Smith     | Liptai Claudia   | víziló                 |
| Gia | Jessica Chastain       | Zsigmond Tamara  | olasz leopárd          |
| Vitaly | Bryan Cranston         | Kőszegi Ákos     | orosz szibériai tigris |
| Stefano | Martin Short           | Rajkai Zoltán    | olasz oroszlánfóka     |
| Julien király | Sacha Baron Cohen      | Forgács Gábor    | gyűrűsfarkú maki       |
| Maurice | Cedric the Entertainer | Beregi Péter     | véznaujjú maki         |
| Mort | Andy Richter           | Bolba Tamás      | egérmaki               |
| Sonya | Frank Welker           | Saját hangjukon  | medve                  |
| Rico | John DiMaggio          | Saját hangjukon  | pingvin                |
| Közlegény | Christopher Knights    | Katona Zoltán    | pingvin                |
| Kowalski | Chris Miller           | Kerekes József   | pingvin                |
| Kapitány | Tom McGrath            | Reviczky Gábor   | pingvin                |
| Első olasz rendőr | Tom McGrath            | N/A              | ember                  |
| Chantel DuBois kapitány | Frances McDormand      | Borbás Gabi      | ember                  |
| Krupié | Danny Jacobs           | Maday Gábor      | ember                  |
| Cirkuszigazgató | Danny Jacobs           | Csuja Imre       | ember                  |
| Második olasz rendőr | Conrad Vernon          | N/A              | ember                  |
| Mason | Conrad Vernon          | Berzsenyi Zoltán | csimpánz               |
| Freddie | Vinnie Jones           | N/A              | kutya                  |
| Jonesy | Steve Jones            | N/A              | kutya                  |
| Frankie | Nick Fletcher          | N/A              | kutya                  |
| Kancák | Paz Vega               | Kokas Piroska    | ló                     |
| Kancák | Paz Vega               | Ősi Ildikó       | ló                     |
| További magyar hangok: Albert Péter, Bárány Virág, Bodrogi Attila, Bor László, Bozai József, Csuha Lajos, Fehér Péter, Fehérváry Márton, Fellegi Lénárd, Garamszegi Gábor, Haagen Imre, Jelinek Éva, Józsa Imre, Kajtár Róbert, Kapácsy Miklós, Kiss Anikó, Kossuth Gábor, Lázár Erika, Martin Adél, Mesterházy Gyula, Németh Gábor, Orgován Emese, Pál Tamás, R. Kárpáti Péter, Rosta Sándor, Sági Tímea, Stern Dániel, Straub Norbert, Szokol Péter, Várnai Szilárd |                        |                  |                        |

## Televíziós megjelenések
- HBO, HBO Comedy, HBO 2, Super TV2, FEM3 / PRIME, Mozi+, Moziverzum
- TV2